# Фильяно
Фильяно (итал. Filiano) — коммуна в Италии, расположена в регионе Базиликата, подчиняется административному центру Потенца.
Население составляет 3293 человека, плотность населения составляет 46,58 чел./км². Занимает площадь 70,8 км². Почтовый индекс — 85020. Телефонный код — 0971.
Покровителем коммуны почитается Пресвятая Богородица (Maria SS. del Rosario), празднование во второе воскресение августа.